# Själsöån (naturreservat)
Själsöån är ett naturreservat i Väskinde socken i Region Gotland på Gotland.
Området är naturskyddat sedan 2008 och är 5 hektar stort. Reservatet omfattar nedre delen av ån med dess närmaste omgivning. 